# Artes marciales de África
Probablemente como causa de la ausencia de sistemas de escritura, así como por la aculturación producida por el colonialismo, no hay demasiados registros del cultivo de artes marciales en África. Existen, sí, evidencias indirectas, como el desarrollo de la capoeira y sistemas similares por parte de los esclavos llevados a América.

## Artes marciales por país

### Angola
- Engolo
- Kambangula

### Argelia
- Argelia MMA

### Burkina Faso
- Lutte Burkinabè

### Canarias(España)
- Lucha canaria
- Lucha del garrote
- Palo canario

### República Democrática del Congo
- Kabubu lucha tradicional con cinturón

### Egipto
- Esgrima con palos egipcia
- Tahtib

### Eritrea
- GKP eritrean martial art

### Etiopía
- Donga stick fighting

### Kenia
- Maasai stick fighting

### Madagascar
- Diamanga
- Lucha sakalava
- Moraingy

### Madeira(Portugal)
- Associação Shotokan Kokusai Karate de Santo António

### Marruecos
- Real Federación Marroquí de Esgrima
- Real Federación Marroquí de Judo
- Real Federación Marroquí de Taekwondo

### Níger
- Kokowa

### Nigeria
- Dambe

### Senegal
- Laamb
- Lucha senegalesa
- Lutte traditionnelle
- Mocrad

### Somalia
- Dabshid
- Istunka

### Sudáfrica
- Azagaya zulú
- Bare Knuckle Boxing South Africa
- Extreme Fighting Championship
- Kalah Combat System
- Musangwe
- Nguni stick fighting
- Titan Combat Sports X Titan Bareknuckle SA
- Xhosa stick fighting
- Zulu stick fighting

### Sudán
- Lucha nuba

### Togo
- Evala

### Túnez
- Grech arte marcial tradicional tunecino
- Power Academy Tunisia BJJ